# 1976年夏季残疾人奥林匹克运动会美国代表团
1976年夏季残疾人奥林匹克运动会美国代表团是美国派出的1976年夏季残疾人奥林匹克运动会代表团。获得66枚金牌、44枚银牌和45枚铜牌。